# Sally Ride
Sally Kristen Ride (26 de maig de 1951 - 23 de juliol de 2012) fou una física estatunidenca i astronauta. Fou la primera dona nord-americana a viatjar a l'espai i és encara la persona més jove que ho ha fet, amb 32 anys. Ride va ser la tercera dona a viatjar a l'espai, després de les cosmonautes de l'URSS Valentina Tereixkova (1963) i Svetlana Savítskaia (1982). Després de viatjar dues vegades en l'orbitador Challenger, es va retirar de la NASA el 1987. Va treballar durant dos anys a la Universitat Stanford, després a la Universitat de Califòrnia a San Diego. Va participar en els comitès que van investigar els desastres dels transbordadors espacials Challenger (Comissió Rogers) i Columbia, l'única persona a participar en tots dos programes. Ride va morir de càncer de pàncrees el 23 de juliol del 2012.

## Infancia i educació
Filla gran de Dale Burdell Ride i Carol Joyce (nascuda Anderson), Ride va néixer a Los Angeles. Tots dos pares eren veterans de l'Església Presbiteriana. La mare de Ride havia treballat com a consellera voluntària en el centre penitenciari de dones. El seu pare havia estat professor de ciències polítiques al Santa Monica College.
Ride va assistir a la Portola Junior High i després a la Birmingham High School abans de graduar-se amb una beca a l'escola privada Westlake School for Girls, a Los Angeles. A més d'interessar-se per la ciència, va ser jugadora de tennis de nivell nacional. Ride va assistir al Swarthmore College durant tres semestres, va fer cursos de física a la Universitat de Califòrnia a Los Angeles, i després va entrar a la Universitat Stanford, on es va graduar amb una llicenciatura en anglès i física. A Stanford, el 1975, va obtenir un mestratge i un doctorat en física el 1978 mentre feia una investigació sobre la interacció dels raigs X amb el medi interestel·lar. Astrofísica i làsers d'electrons lliures eren les seves àrees específiques d'estudi.

## Carrera a la NASA

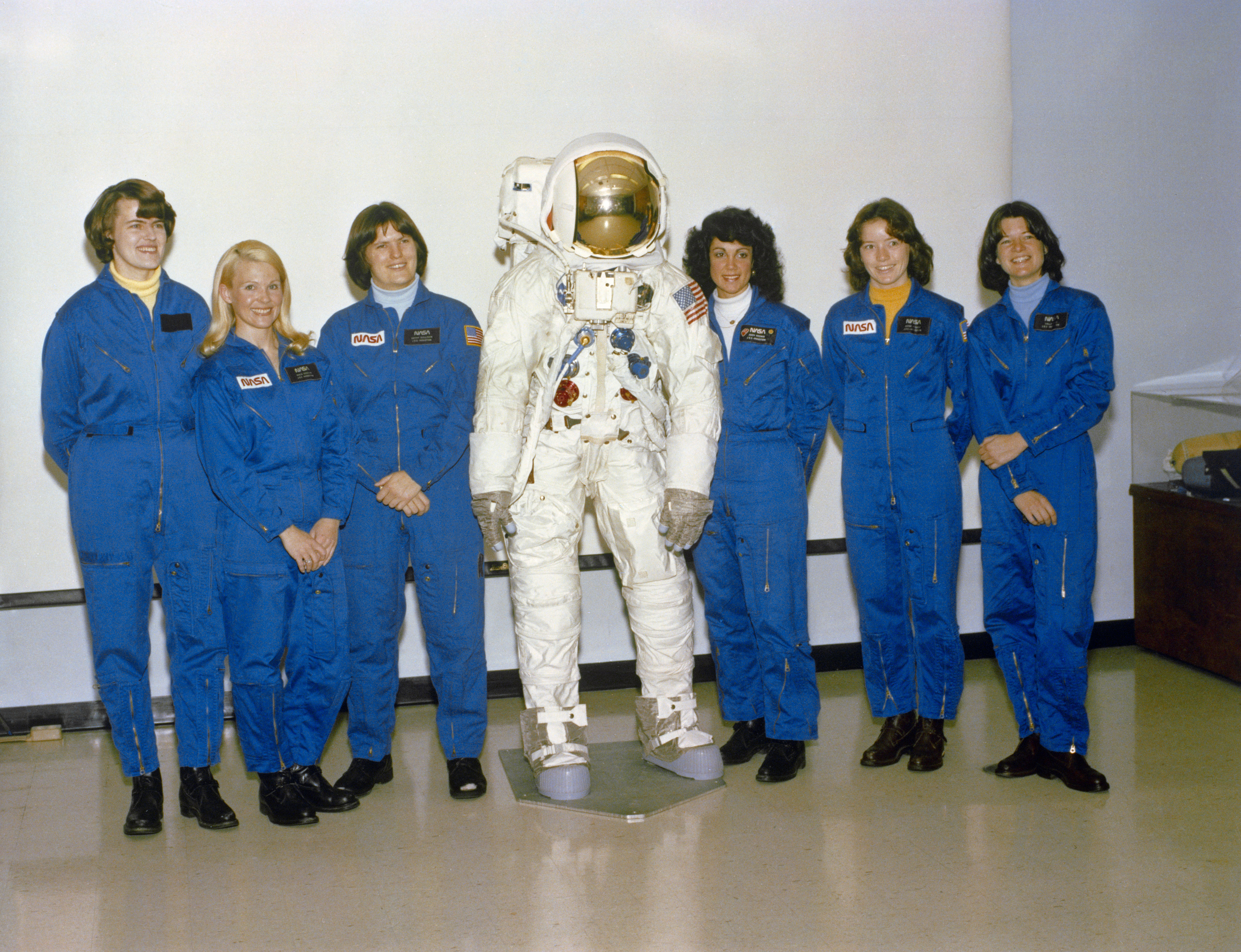
D'esquerra a dreta Shannon W. Lucid, Margaret Rhea Seddon, Kathryn D. Sullivan, Judith A. Resnik, Anna L. Fisher, i Sally K. Ride. La NASA va seleccionar les sis dones com les primeres candidates astronautes el gener de 1978, i van començar un programa d'entrenament que es va completar a l'agost de 1979.

Sally Ride va ser una de 8.000 persones que van respondre a un anunci al diari dels estudiants de Stanford, en què es buscava candidats per al programa espacial. Va ser seleccionada per a unir-se a la NASA el 1978. Durant la seva carrera, Ride va servir de base a terra, com a controladora de vol (CapCom) per als vols dels transbordadors espacials segon i tercer (STS-2 i STS-3), ajudant al desenvolupament del braç de robot del trasbordador, anomenat Canadarm.
Abans del seu primer vol espacial, va ser objecte de l'atenció dels mitjans a causa del seu gènere. Durant una roda de premsa, va haver de respondre a preguntes com "el vol pot afectar els seus òrgans reproductius?" i "plores quan les coses van malament a la feina?" Tot i això i la importància històrica de la missió, Ride va insistir que es veia a si mateixa d'una sola forma: com una astronauta. El 18 de juny de 1983 es va convertir en la primera dona nord-americana a l'espai com a membre de la tripulació de la nau espacial Challenger STS-7. Havia estat precedida per dues dones soviètiques: Valentina Tereshkova el 1963 i Svetlana Savitskaya el 1982. La tripulació de cinc persones de la missió STS-7 va desplegar dos satèl·lits de comunicacions i va dur a terme experiments farmacèutics. Ride va ser la primera dona a fer servir el braç del robot a l'espai i la primera persona que va fer servir el braç per recuperar un satèl·lit.

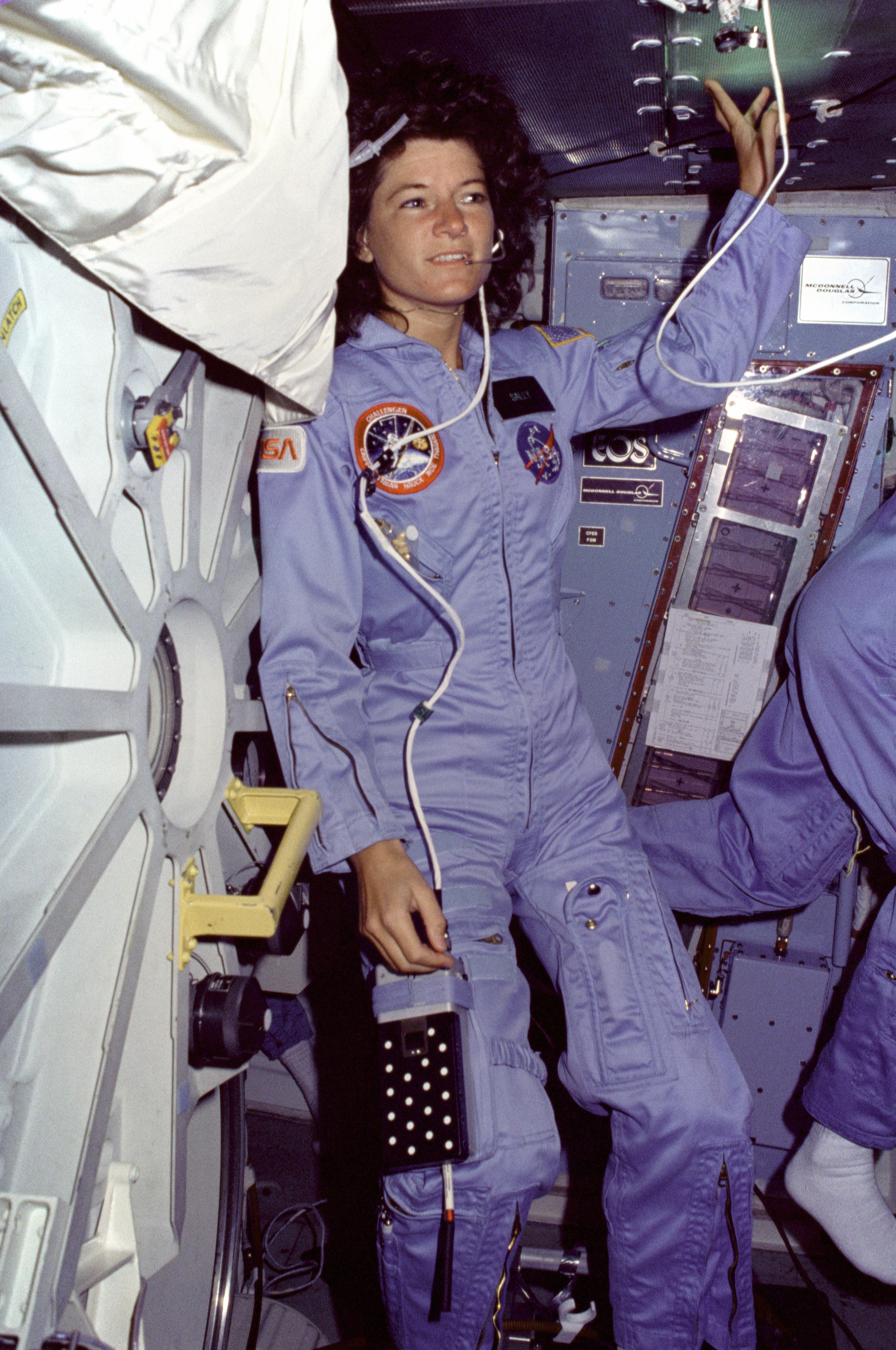
Sally Ride dins del Challenger durant la missió STS-7

El seu segon vol espacial va ser el 1984, també a bord del Challenger. Va passar un total de més de 343 hores en l'espai. Ride havia completat vuit mesos d'entrenament per al seu tercer vol (STS-61-M) quan va ocórrer el desastre del transbordador Challenger. Va ser nomenada per a la Comissió Rogers (la comissió presidencial que va investigar l'accident). Després de la investigació, Ride va ser assignada a la seu de la NASA a Washington, DC, on va dirigir el primer esforç de planificació estratègica de la NASA i va ser l'autora de l'informe titulat "NASA Leadership and America's Future in Space: A Report to the Administrator", conegut també con Informe Ride, i va fundar l'oficina d'Exploració de la NASA. Després de la mort de Sally Ride el 2012, el general Donald Kutyna va revelar que ella li havia proporcionat discretament informació clau sobre les juntes tòriques (que es tornen rígides a baixes temperatures), que finalment va portar a la identificació de la causa de l'explosió.

## Després de la NASA
El 1987, Ride va deixar el seu càrrec a Washington, DC, per treballar al Centre de Seguretat Internacional i Control d'Armes a la Universitat Stanford. El 1989, es va convertir en professora de física a la Universitat de Califòrnia a San Diego, i directora de l'Institut Espacial de Califòrnia. Des de mitjans de la dècada de 1990 fins a la seva mort, Ride va dirigir dos programes de difusió pública per a la NASA, els projectes ISS EarthKAM i GRAIL MoonKAM, en col·laboració amb el Jet Propulsion Laboratory de la NASA i de la UCSD. Els programes permeten als estudiants de l'escola secundària sol·licitar imatges de la Terra i la Lluna. El 2003, se li va demanar de formar part de la Junta d'Investigació d'Accidents de Columbia.
Va ser la presidenta i CEO de Sally Ride Science, una companyia co-fundada el 2001 amb Tam O'Shaughnessy, que crea programes de ciències d'entreteniment i publicacions per a estudiants de primària i secundària, adreçant-se específicament a les nenes.
D'acord amb Roger Boisjoly, l'enginyer que va advertir dels problemes tècnics que van conduir al desastre del Challenger, després que tota la plantilla en pes de la Morton-Thiokol se li tirés a sobre, Ride va ser l'única figura pública a mostrar-li el seu suport.
Ride va escriure –o co-escriure– set llibres sobre l'espai destinats als nens, amb l'objectiu d'animar els nens a estudiar ciències.
Ride va donar suport a Barack Obama per a la presidència dels Estats Units el 2008.

## Vida personal
Ride era extremadament discreta amb la seva vida personal. El 1982 es va casar amb el seu company astronauta de la NASA Steve Hawley. Es van divorciar el 1987.
Després de la mort de Ride, el seu obituari va revelar que la seva parella durant 27 anys va ser Tam O'Shaughnessy, una amiga de la infància i professora emèrita de Psicologia a la Universitat Estatal de San Diego, a qui va conèixer quan totes dues aspiraven a ser jugadores professionals de tennis. O'Shaughnessy va ser també una escriptora de ciència i, més tard, la cofundadora de Sally Ride Science. O'Shaughnessy va ser posteriorment Consellera Delegada i Presidenta de la Junta de Sally Ride Science. Van escriure juntes sis llibres de ciència per a nens. La seva relació va ser revelada per la companya i confirmada per la seva germana, que va dir que va optar per mantenir la seva vida personal en privat, incloent la seva malaltia i els tractaments. Sally Ride és la primera astronauta gai coneguda
Sally Ride va morir el 23 de juliol de 2012, a l'edat de 61 anys, a la seva casa de La Jolla, Califòrnia, disset mesos després d'haver estat diagnosticada amb càncer de pàncrees. Després de la cremació, les seves cendres es van enterrar al costat de les del seu pare, en el Woodlawn Memorial Cemetery, a Santa Monica.

## Premis a la seva carrera

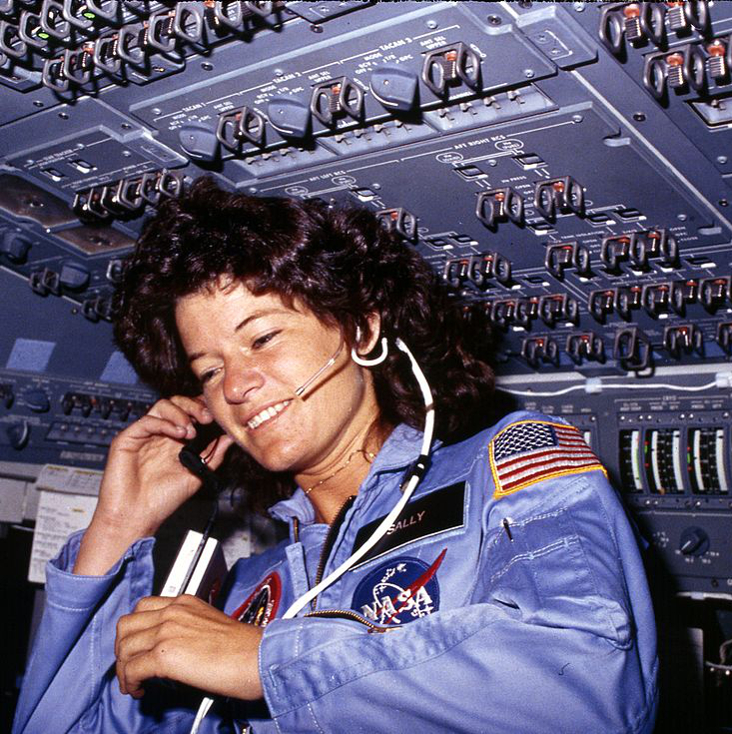
Sally Ride es comunica amb els controladors de terra durant la missió de sis dies al Challenger el 1983.

Ride va rebre nombrosos premis, incloent el National Space Society Award 's von Braun, el Lindbergh Eagle, i el premi Theodore Roosevelt de la NCAA. Va ser inclosa en el National Women's Hall of Fame i al United States Astronaut Hall of Fame i va ser guardonada amb la NASA Space Flight Medal dues vegades. Va ser l'única persona que va formar part dels comitès d'investigació de dos accidents de transbordadors (el de l'accident del Challenger i el desastre del Columbia). Dues escoles primàries als Estats Units porten el seu nom: Escola Primària Sally Ride a The Woodlands, Texas i a Germantown, Maryland.
El 1994, Ride va rebre el Premi Samuel S. Beard al millor servei públic per una persona de 35 anys o menys, un premi atorgat anualment pels Jefferson Awards for Public Service.
El 6 de desembre de 2006, el governador de Califòrnia Arnold Schwarzenegger i la Primera Dama Maria Shriver van incloure Ride al California Museum for History, Women, and the Arts. A l'any següent, se la va incloure al National Aviation Hall of Fame a Dayton, Ohio.
Ride va dirigir programes educatius per la difusió pública de la missió GRAIL de la NASA, que va enviar dos satèl·lits bessons per mapejar la gravetat de la Lluna. El 17 de desembre de 2012, les dues sondes del GRAIL, Ebb and Flow, es van dirigir per a completar la seva missió i es van estavellar en una muntanya lunar no identificada prop del cràter Goldschmidt. La NASA va anunciar que s'anomenava el lloc d'aterratge en honor de Sally Ride. El 2013 la revista Flying magazine va situar a Ride en el lloc 50 en la seva llista dels "51 Herois de l'Aviació" el 2013.

## Llegat
A l'abril de 2013, la Armada dels Estats Units va anunciar que un vaixell d'investigació es batejaria amb el nom de Ride. Això es va dur a terme el 2014 amb l'avarada del vaixell d'investigació oceanogràfica RV Sally Ride (Agor-28).
El 2013, Janelle Monáe va llançar una cançó anomenada "Sally Ride". També el 2013, les astronautes Chris Hadfield i Catherine Coleman va interpretar una cançó anomenada "Ride On".
El 2013, la Space Foundation va atorgar a Ride el seu més alt honor, el General James E. Hill Lifetime Space Achievement Award.
El 20 de maig de 2013 es va fer al Centre John F. Kennedy per a les Arts Escèniques a Washington, DC un "Homenatge Nacional a Sally Ride". El mateix dia, el president Barack Obama va anunciar que Ride rebria la Medalla Presidencial de la Llibertat, la més alta condecoració civil dels Estats Units. La seva parella Tam O'Shaughnessy va recollir la medalla en una cerimònia a la Casa Blanca el 20 de novembre de 2013.
El 2014, es va incloure Ride en el Legacy Walk, una exhibició pública a l'aire lliure que celebra la història de les persones LGBT.
El 2017, un Doodle de Google li va retre homenatge en el Dia Internacional de les Dones.